# Natalja Wladimirowna Gellert
Natalja Wladimirowna Gellert (russisch Наталья Владимировна Геллерт; * 20. März 1953 in Kasalinsk, Kasachische SSR, UdSSR) ist eine ehemalige sowjetische bzw. kasachische Politikerin (Amanat) deutscher Abstammung. Sie war Mitglied des Zentralkomitees der KPdSU und von 2007 bis 2012 Abgeordnete der Mäschilis für die Partei Nur Otan (seit 2022 Amanat).

## Leben
Sie wurde 1953 in Kasalinsk (heute Qasaly) geboren. Gellerts Familie war in die Kasachische SSR im Zuge der Vertreibungen in der Ära Stalins als Deutschstämmige deportiert worden. Sie schloss 1977 das landwirtschaftliche Technikum in Zelinograd (heute Astana) ab und arbeite lange Zeit als Traktoristin. Seit 1986 war sie Kandidatin des ZK und wurde 1988 auf dem Februar-Plenum der Partei zum Vollmitglied des ZK bestimmt, was sie bis 1990 bleiben sollte. Gellert studierte in den Jahren von 1991 bis 1994 an der Diplomatischen Akademie des russischen Außenministeriums. Nach Abschluss ihres Studiums war sie unter anderem als Botschafterin Kasachstans in Deutschland und in Belarus tätig, ehe sie im September 2007 in die Mäschilis gewählt wurde, der sie bis ins Jahr 2012 angehörte.
Neben Russisch beherrscht sie auch Kasachisch und Deutsch. Gellert ist verheiratet und hat zwei Kinder.

## Auszeichnungen (Auswahl)
Sie erhielt verschiedene Auszeichnungen, wie den Leninorden und mehrere kasachische Auszeichnungen.